# Hidaka Keita
Keita Hidaka (日高 慶太 Hidaka Keita,  sinh ngày 19 tháng 2 năm 1990 ở Setagaya, Nhật Bản) là một cầu thủ bóng đá người Nhật Bản kể từ năm 2012 thi đấu ở vị trí tiền vệ cho Blaublitz Akita.

## Sự nghiệp

### Montedio Yamagata
Hidaka ra mắt chính thức cho Montedio Yamagata ở J. League Division 2, J. League Cup ngày 10 tháng 9 năm 2014 trước Sagan Tosu trên Sân vận động Best Amenity ở Tosu, Nhật Bản. Anh xuất phát từ đầu trận và giúp đội bóng bước vào hiệp phụ. Tuy nhiên Hidaka và câu lạc bộ của anh phải nhận thất bại 1-0 do bàn thắng của Hiroki Bandai vào phút thứ 107 sau khi mới chỉ vào sân 3 phút.

## Thống kê sự nghiệp câu lạc bộ
Cập nhật đến ngày 23 tháng 2 năm 2017.
| 2012 | Montedio Yamagata | J2 League | 0  | 0 | 0 | 0 | – | – | 0  | 0 |
| 2013 | Montedio Yamagata | J2 League | 0  | 0 | – | – | – | – | 0  | 0 |
| 2013 | Machida Zelvia    | JFL       | 6  | 0 | – | – | – | – | 6  | 0 |
| 2012 | Montedio Yamagata | J2 League | 1  | 0 | 2 | 0 | – | – | 3  | 0 |
| 2015 | Montedio Yamagata | J1 League | 0  | 0 | 1 | 0 | 5 | 0 | 6  | 0 |
| 2016 | Blaublitz Akita   | J3 League | 29 | 2 | 2 | 0 | – | – | 31 | 2 |
| Tổng | Tổng              | Tổng      | 36 | 2 | 5 | 0 | 6 | 0 | 47 | 2 |